# Jonílson Clovis Nascimento Breves
Jonílson Clovis Nascimento Breves (Pinheiral, 28 november 1978) is een Braziliaans voetballer.